# 拉赫塔中心
59°59′13.7″N 30°10′37.3″E / 59.987139°N 30.177028°E
拉赫塔中心（俄语：Ла́хта це́нтр）是俄罗斯圣彼得堡的一个大型混合用途非住宅建筑项目，由英国公司RMJM（2011年原始总体规划）设计，并由俄罗斯设计公司GORPROJECT进一步开发。 当此项目计划建在靠近圣彼得堡的历史中心的Okhta时，名称原定为俄罗斯天然气工业股份公司（俄语：Газпром-сити），后来改名为的奥克塔中心（俄语：Охта центр）。 在2010年，由于联合国教科文组织世界遗产委员会反对在Okhta附近施工导致此项目被迫推延，并于2011年初迁往位于郊外（距离历史中心9公里）的拉赫塔地区。
拉赫塔中心建筑高度达463公尺（1,517英尺），总面积预计为40万平方米。是俄罗斯和欧洲第一高楼，世界第15位。，2018年完工
后成为欧洲第一高摩天大楼。

## 设施
拉赫塔中心设有办公室、共同工作中心、体育中心、儿童科学中心、会议中心。 拉赫塔中心的项目包括1500平方米的室内展览空间。 与此同时，开放区域的某些部分将用于展览艺术品，装置和雕塑。 在位于357米高的大楼顶端有一个无收费公共观景台。

## 中心功能
- 办公区占地130 000平方米，或中心总面积的43 %。
- 医疗中心面积为2500平方米，功能——治疗诊断部。
- 运动中心面积为4600平方米。功能——体育馆、健身中心、康复中心。
- 探索博物馆面积为7000平方米。场馆构思方案由圣彼得堡国立资讯科技机械与光学大学（ITMO）专家联合开发。南楼内坐落有适合不同年龄段参观者的互动展品探索博物馆。北楼是结合实验室和演讲厅的科研中心。南北楼以桥梁连通。拉赫塔中心 探索博物馆开放后，欧洲科学中心和博物馆联盟（ECSITE）将加入其中。
- 可容纳140人的球形天文馆。
- 可容纳494人的多功能礼堂。礼堂墙壁、座椅高度可调，座椅或数排座位可移除。
- 位于建筑74-76层、330米高处的双层全景餐厅。
- 位于83-86层、357米高的欧洲最高观景台。望远镜将备有圣彼得堡互动地图。
- 常设和临时展览区将坐落于多功能楼南部。展区面积为1500平方米，天花板高12米，可容纳超大规格展品。艺术设施、雕塑和造型艺术品将集中于中心北部的开放式场地。
- 餐馆和咖啡厅将分布于多功能楼五层。餐位总数为1500个。
- 用于观看水上表演的露天剧场可容纳2000名观众。露天舞台面积为1495平方米，可用于举行城市活动。
- 连接拉赫塔中心和圣彼得堡300年纪念公园的绿化区和封闭式天桥成为新步行路线——依傍公园的城市沿岸街的一部分，沿岸街通过桥梁跨拉赫塔湾与拉赫塔中心走廊和露天剧场相连。

## 节能和环保技术
得益于环保解决方案，能效指标得以提升40%。2015年6月，“拉赫塔中心”项目凭借建筑环保能效荣获LEED™-商业建筑主体评级认证金奖。专家认为，使用环保技术，拉赫塔中心投资回收期约为20年。

## 軼事
- 2015年3月1日，拉赫塔中心箱型基础基底层混凝土浇筑完工。 不间断混凝土浇筑量载入吉尼斯世界纪录。49小时内不间断浇筑混凝土19,624立方公尺，比前世界纪录多3,000立方公尺。
- 拉赫塔中心大厦由189,000个金属结构和楼板梁组成，其中仅有2个完全相同。扭曲式结构使得各层楼板间角度相差3度，独特之处由此产生。
- 建成整个中心将耗费400,000立方公尺混凝土。
- 中心玻璃窗面积达130,000平方公尺，其中摩天大楼需用77,000平方公尺。每块玻璃幕墙重量为780公斤。如此大规模高层建筑冷弯玻璃幕墙安装在全球史无前例。

## 施工准备
- 2013年—— 建设-安装设备生产、钻孔灌注桩施工、箱型基础用基坑挖掘工作。
- 2014年——摩天大楼基坑建成，中心桩基阶段工作。
- 2015年——施工准备工作完成。中心大厦箱型基础建成，包括：
  - 大厦基底层浇筑；
  - 大厦核心部分地下楼层和中间楼板（同样为地下二层楼板）插筋、混凝土浇筑；
  - 大厦箱型基础顶层插筋、混凝土浇筑。

## 地上部分
- 2015年9月至2017年1月建成60层。核心部分高度超过250米。
- 在日2017年，Lakhta中心成为欧洲最高的建筑物。 它达到了高度374米 。[8]。
- 29月2018高度"Lakhta中心"达成的高度462米。[9]。

## 建筑中的拉赫塔中心

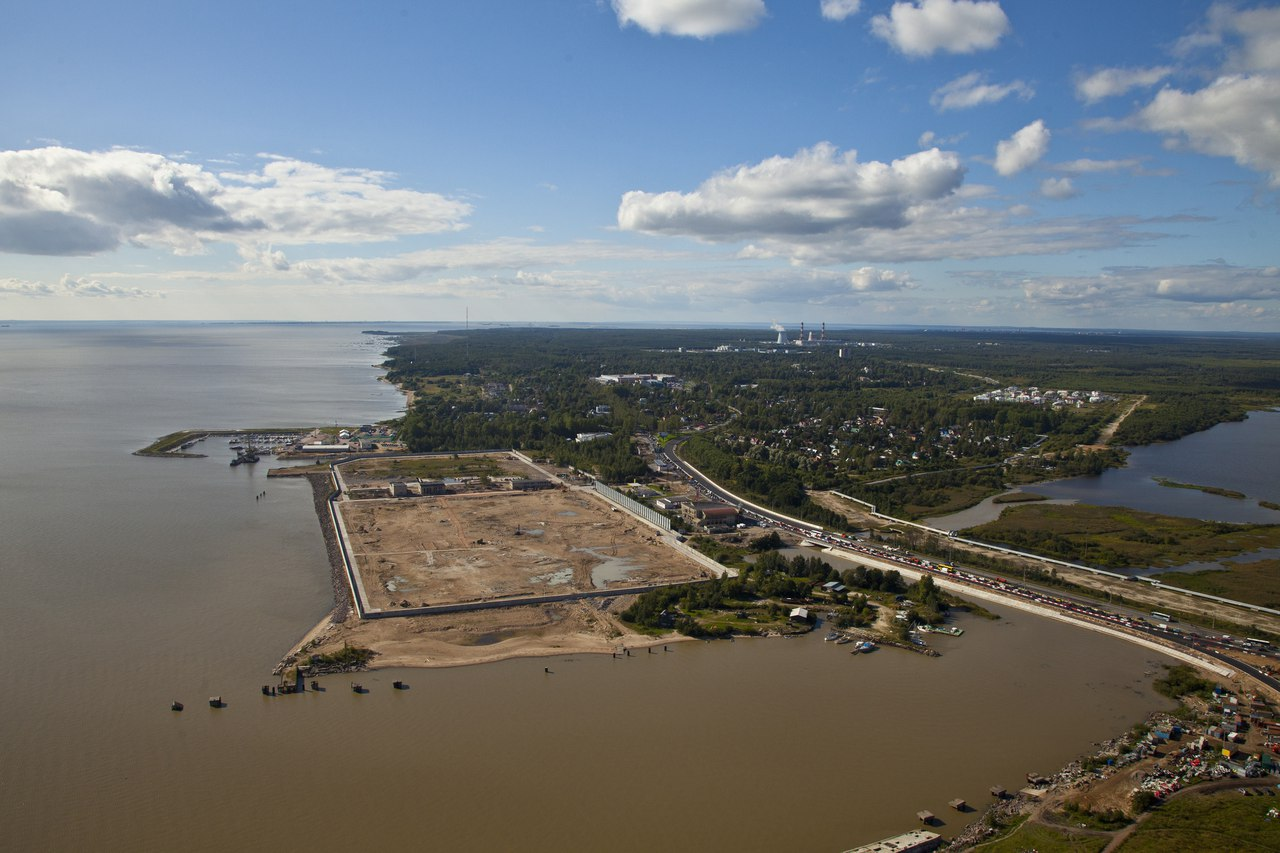
動工前景觀
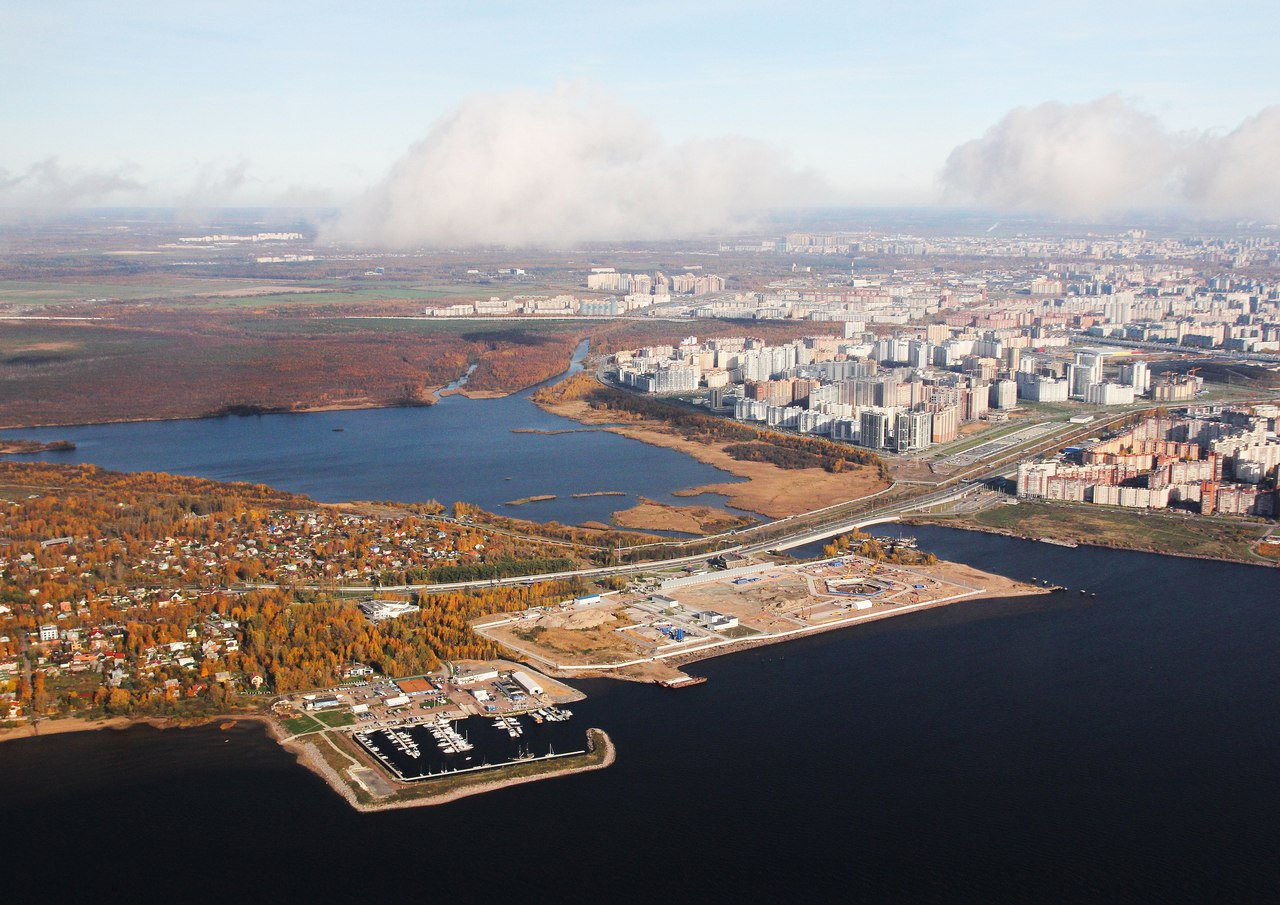
工地景觀
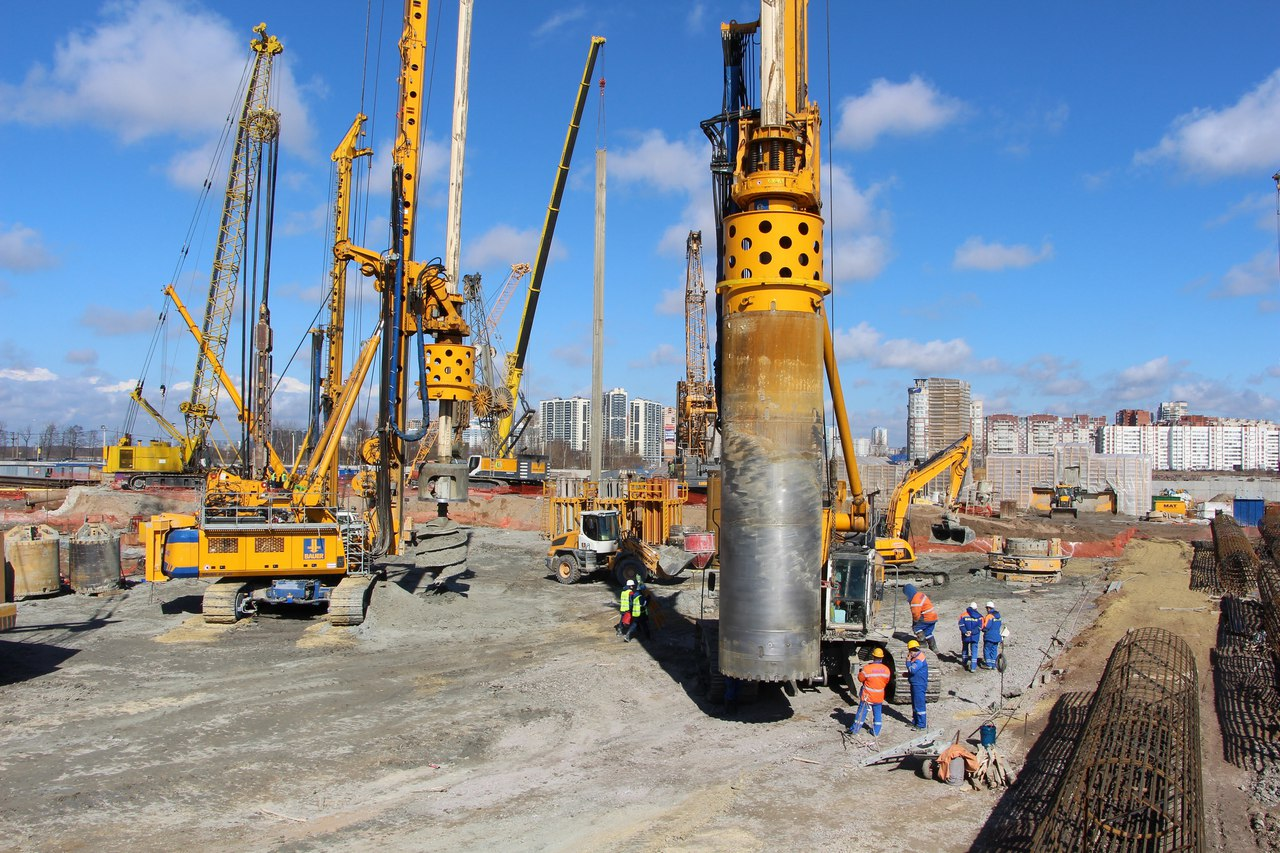
打樁過程
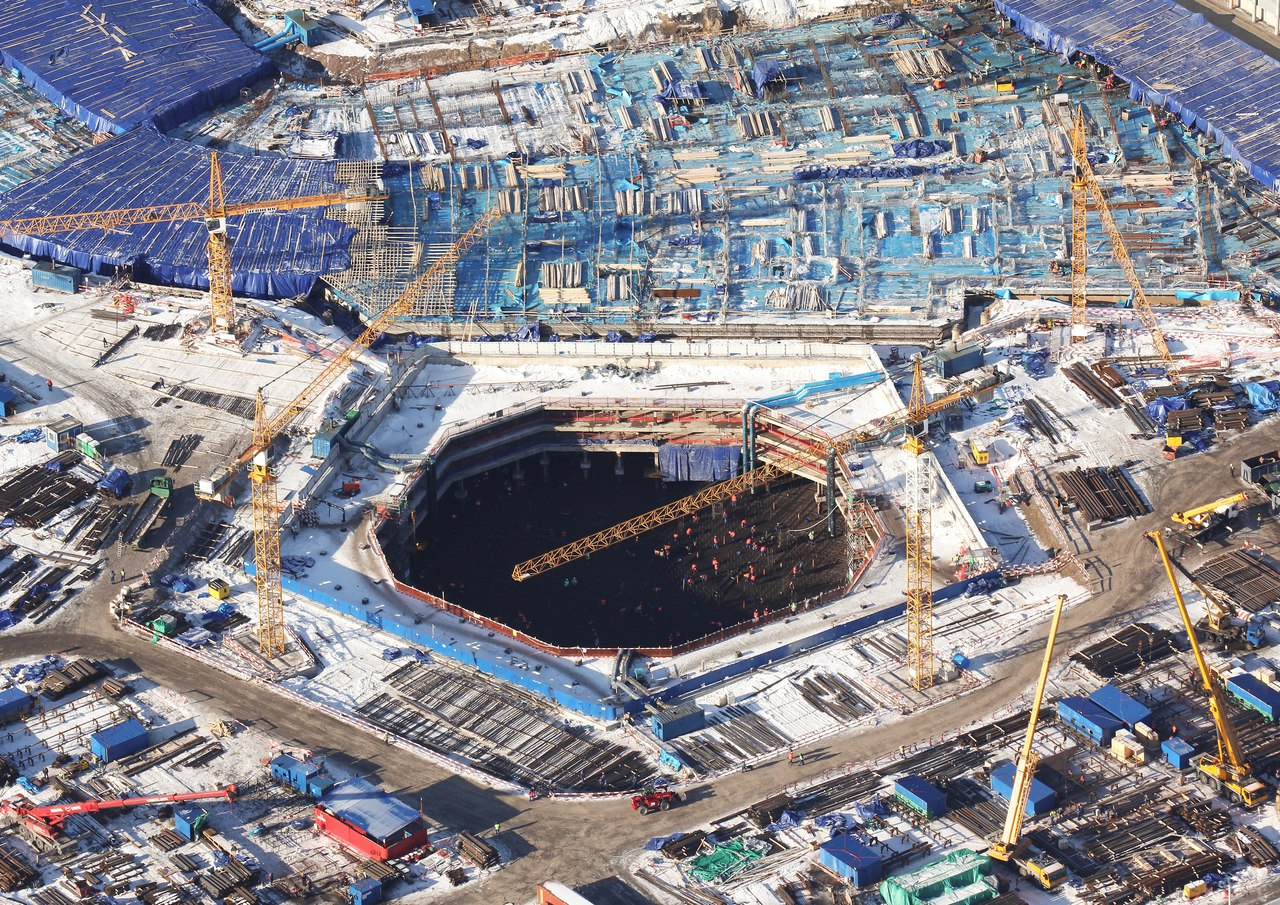
基座建設
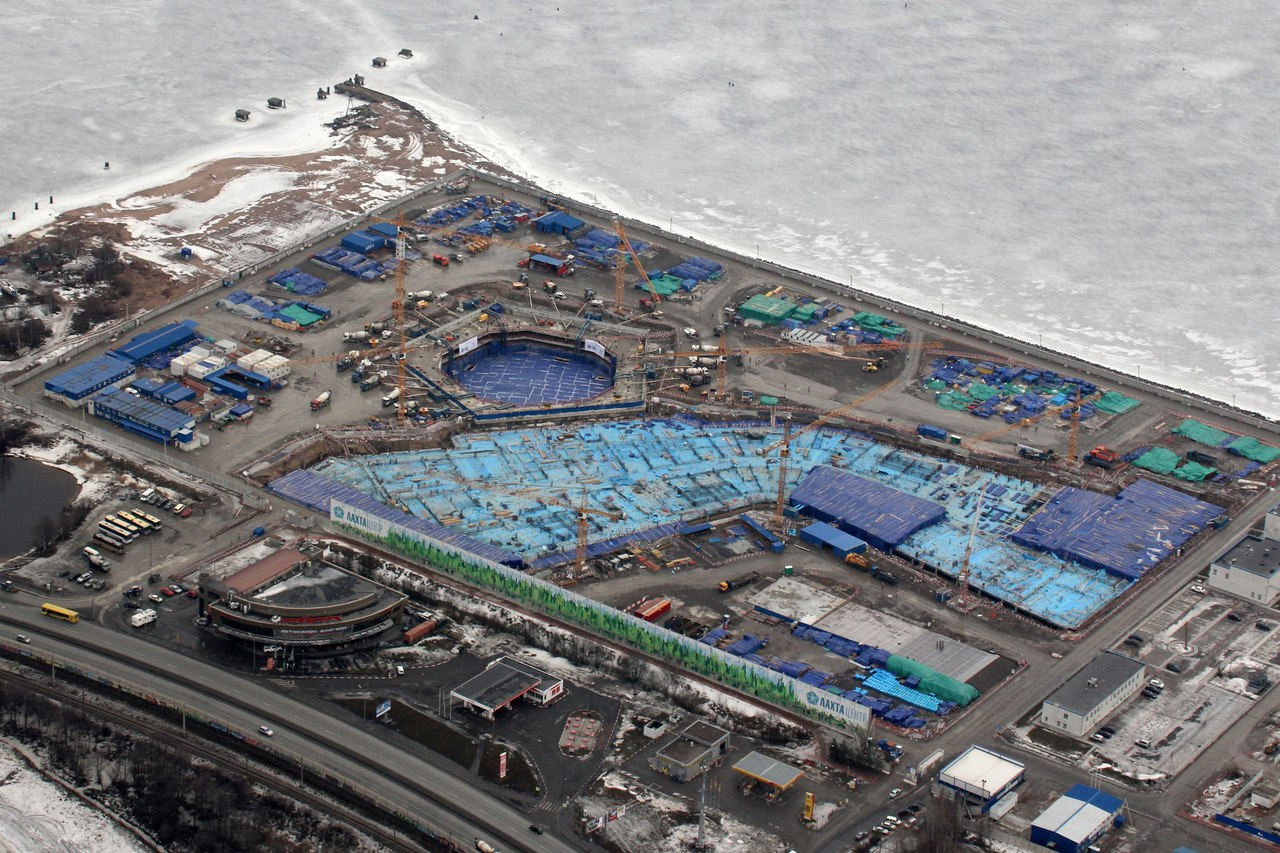
所有基座建設完成
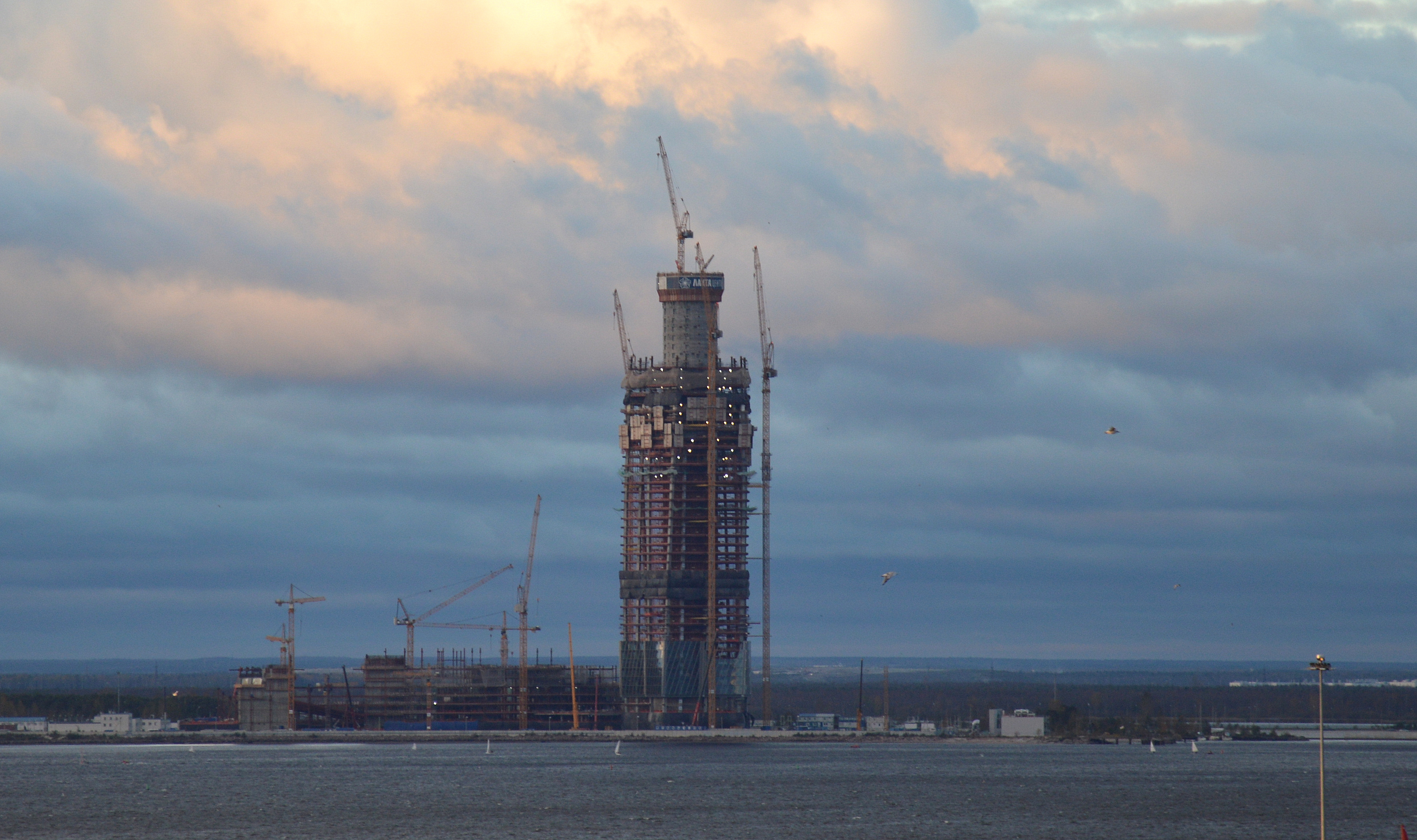
2016年10月工程狀況
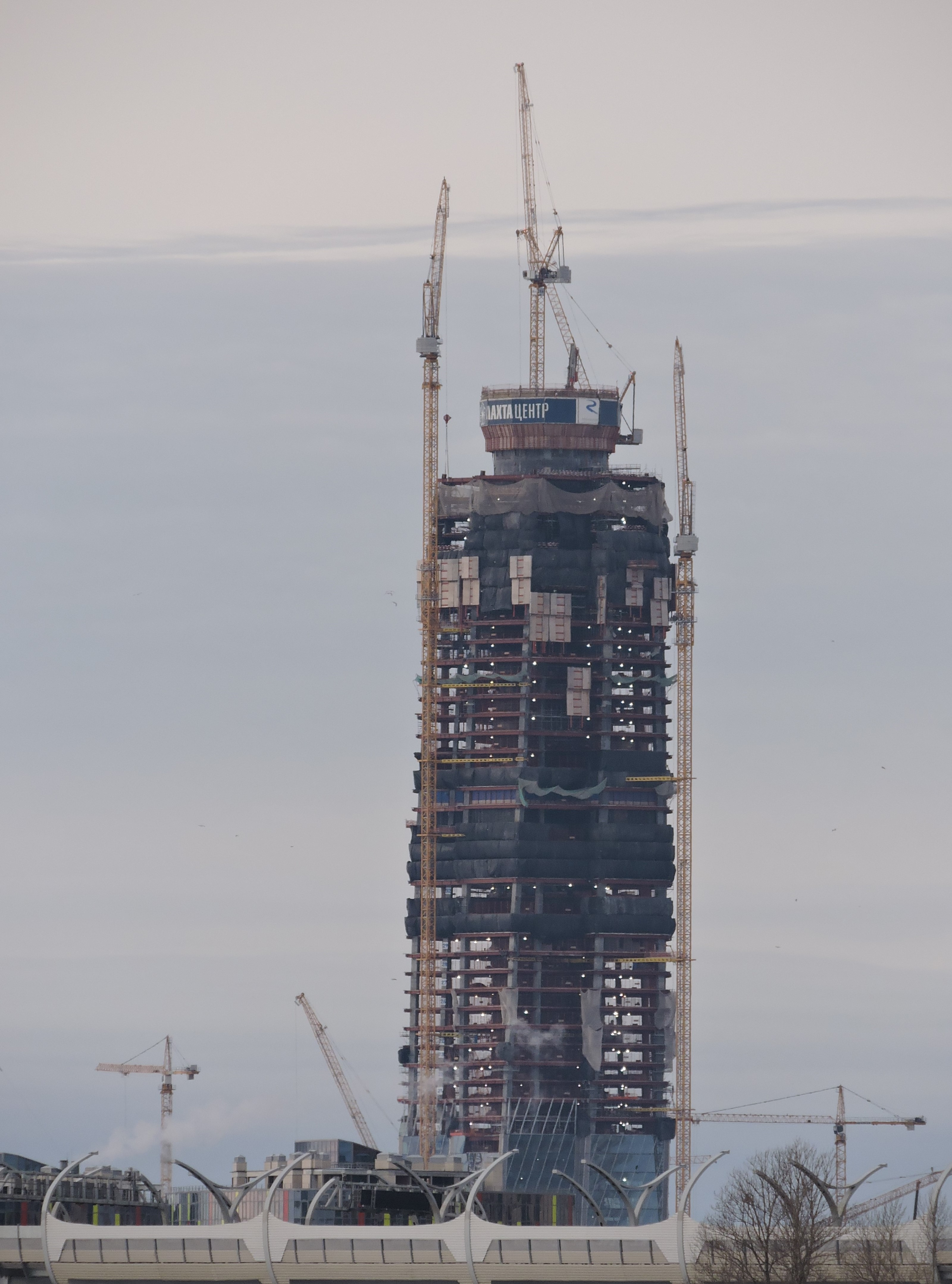
2016年12月，海拔高度为245米
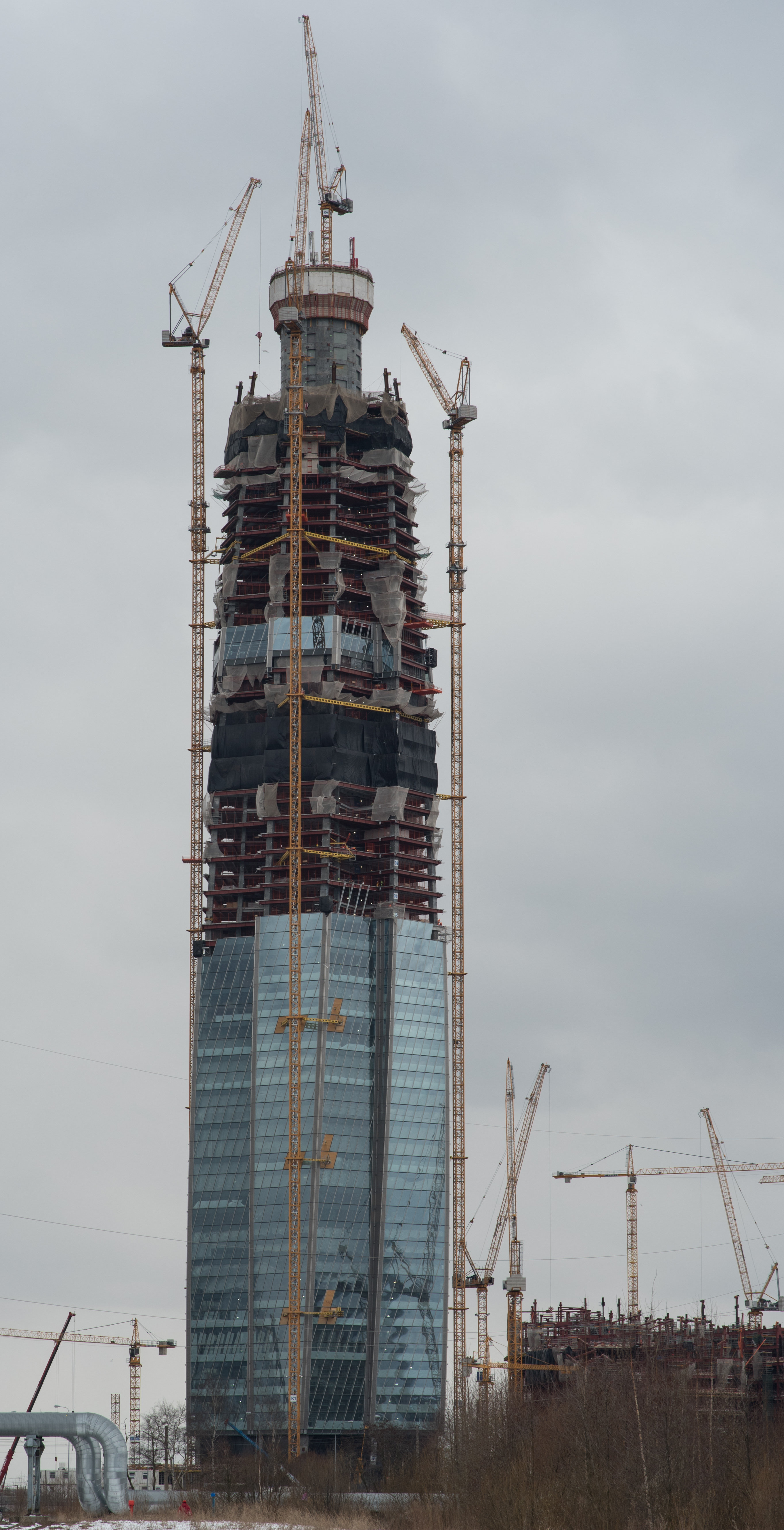
2017年4月，海拔高度为310米
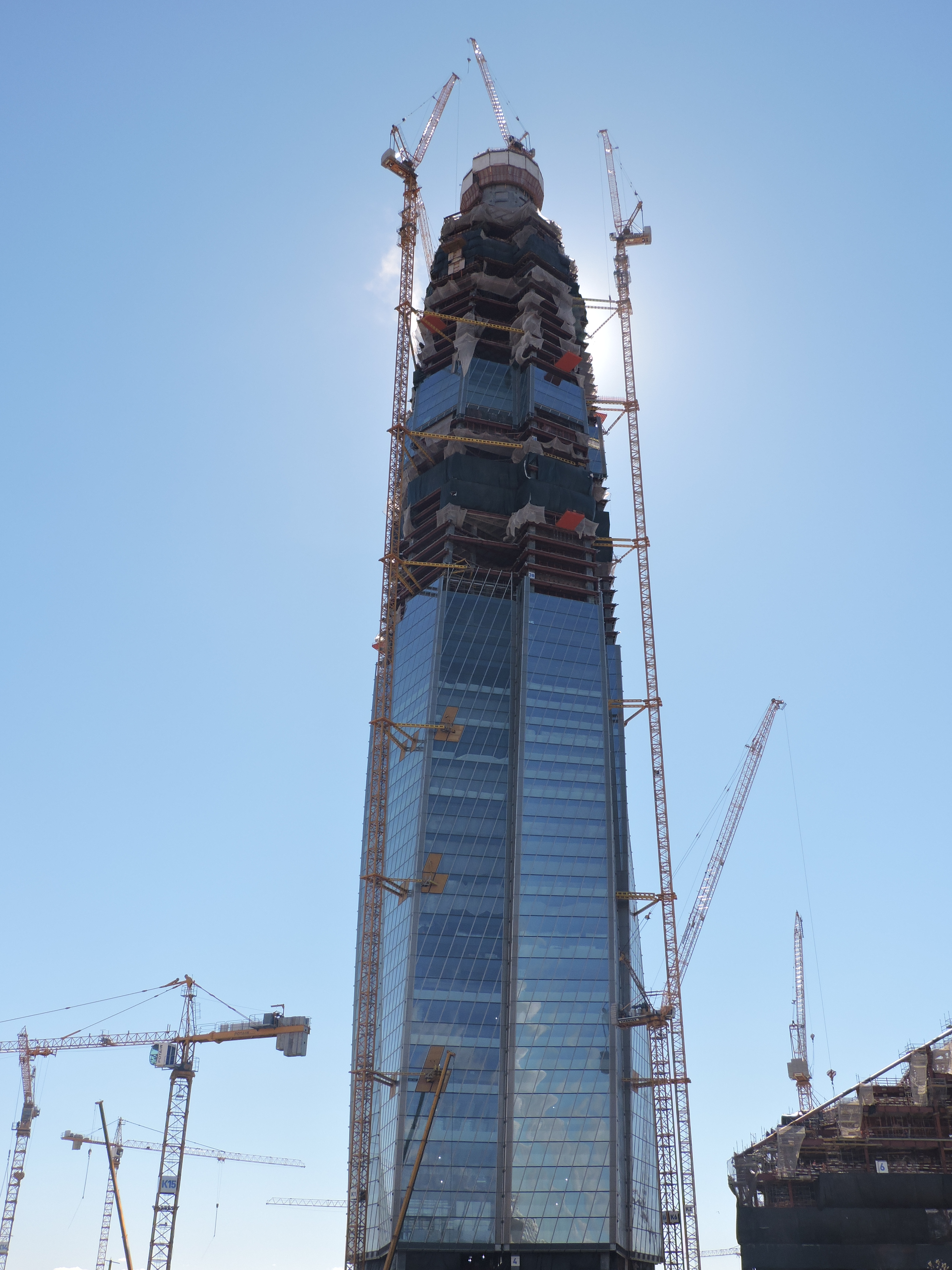
2017年5月，海拔高度为323米
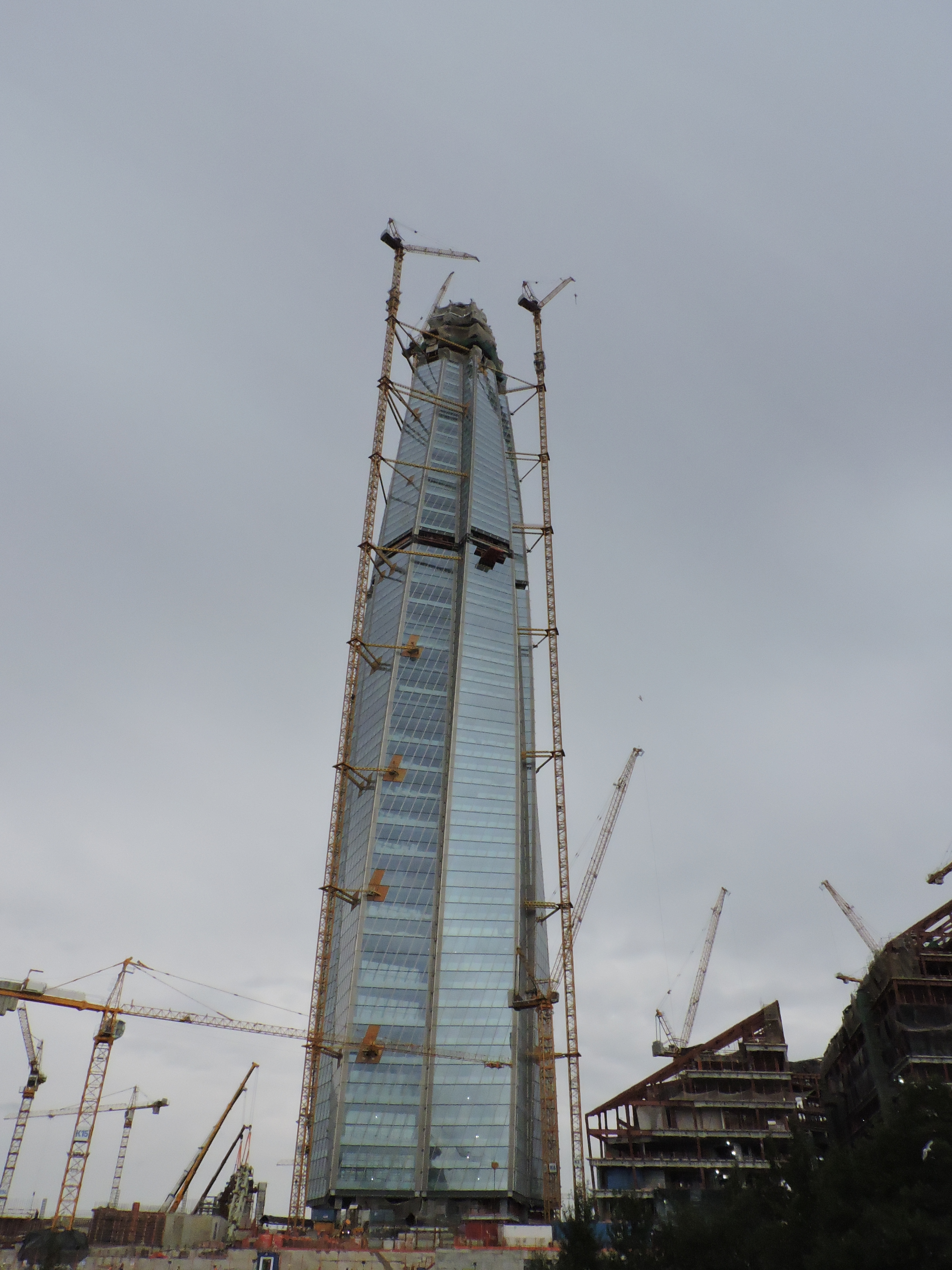
2017年9月安装的尖顶，海拔高度为365米。
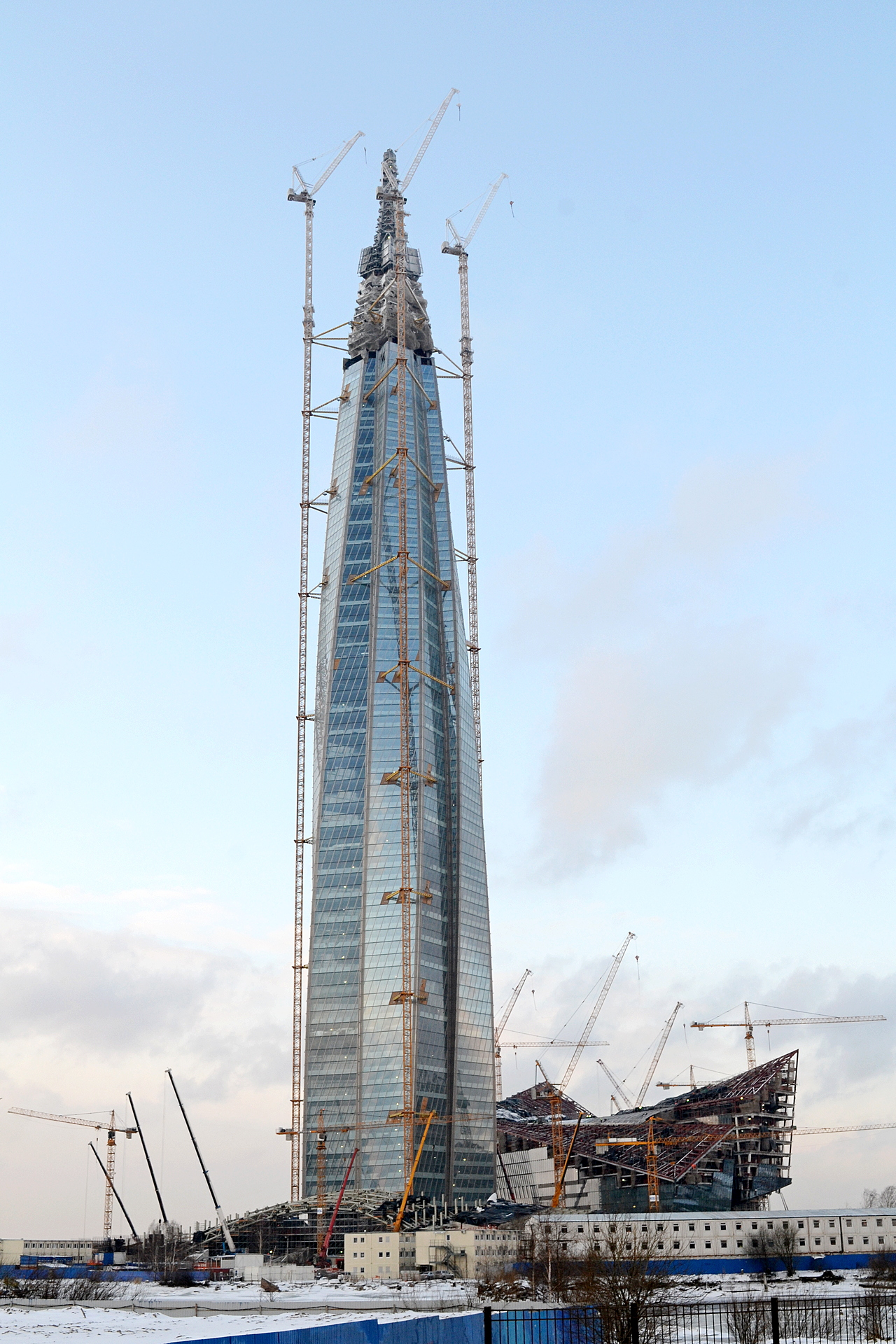
2018年1月，海拔高度为450米
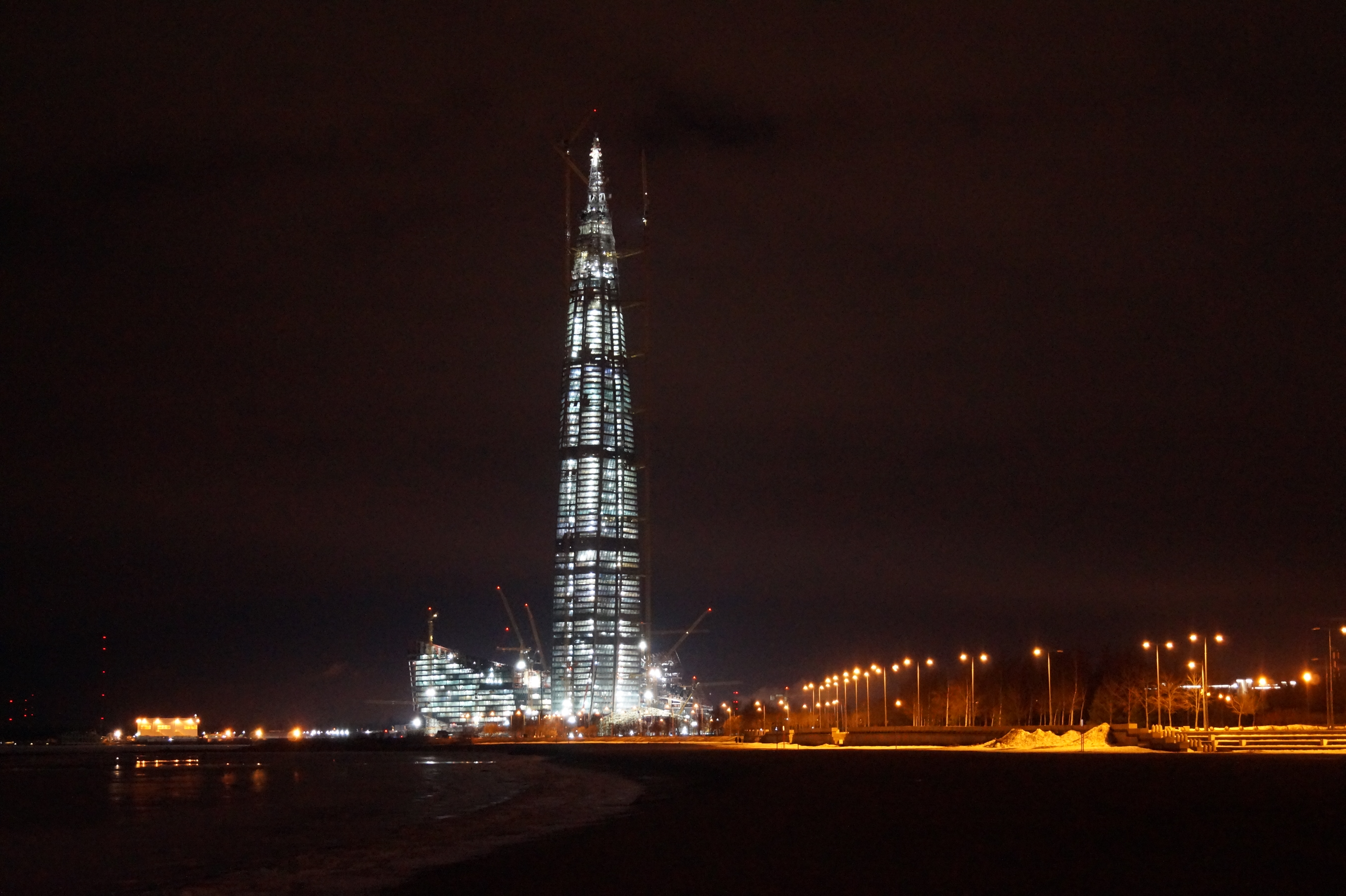
2018年1月
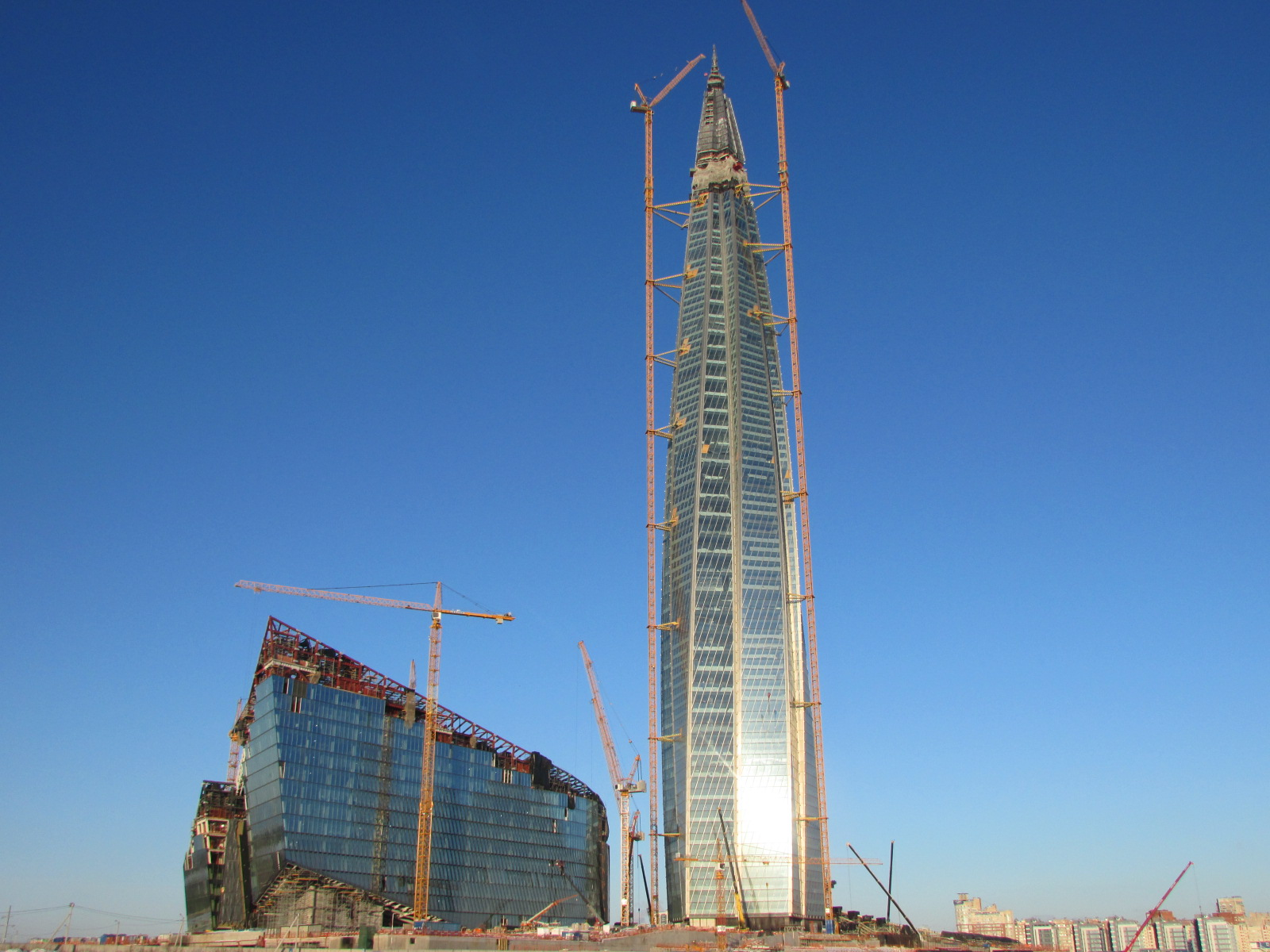
2018年，尖顶完成，海拔高度为462米。
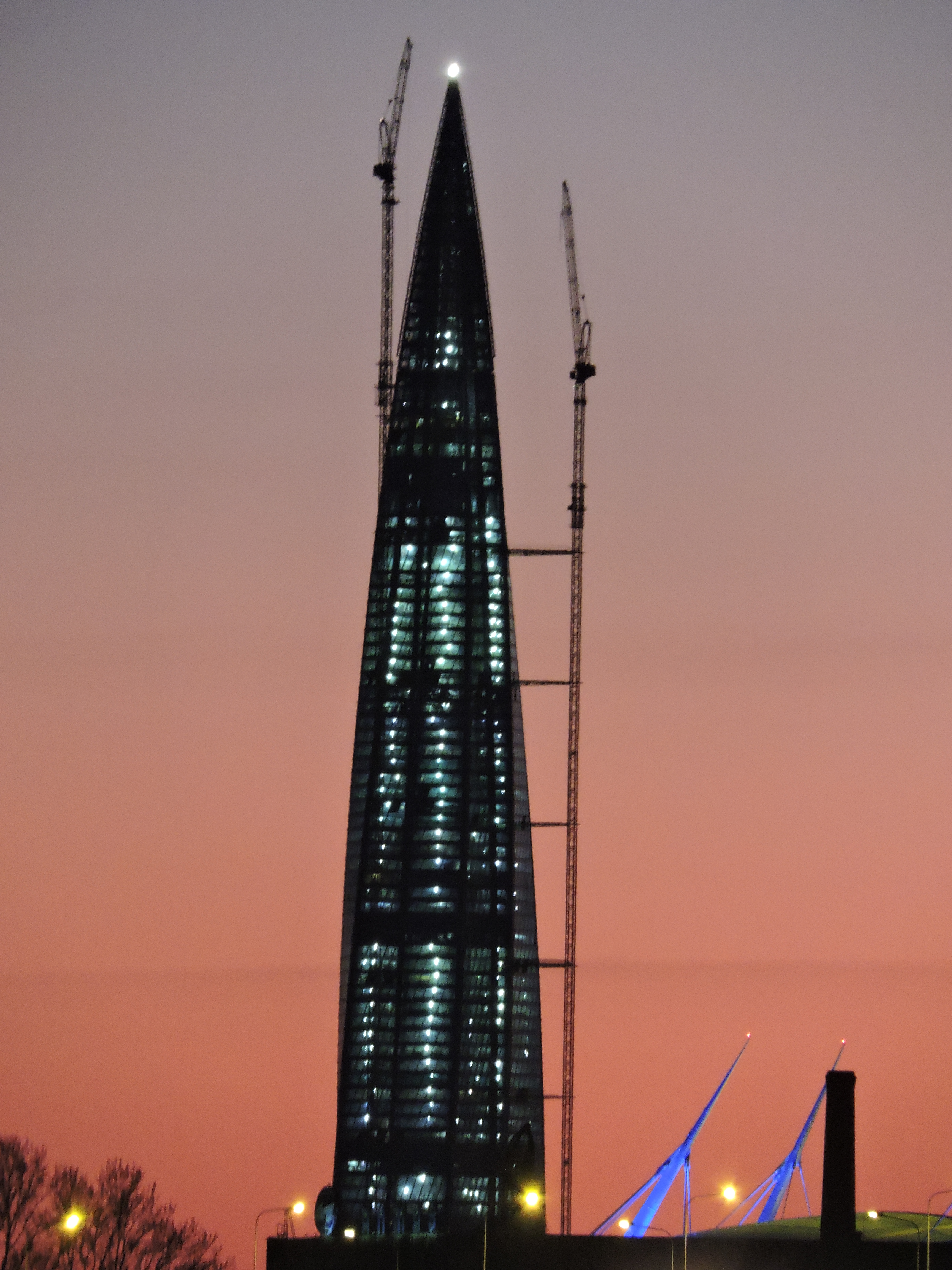
2018年5月
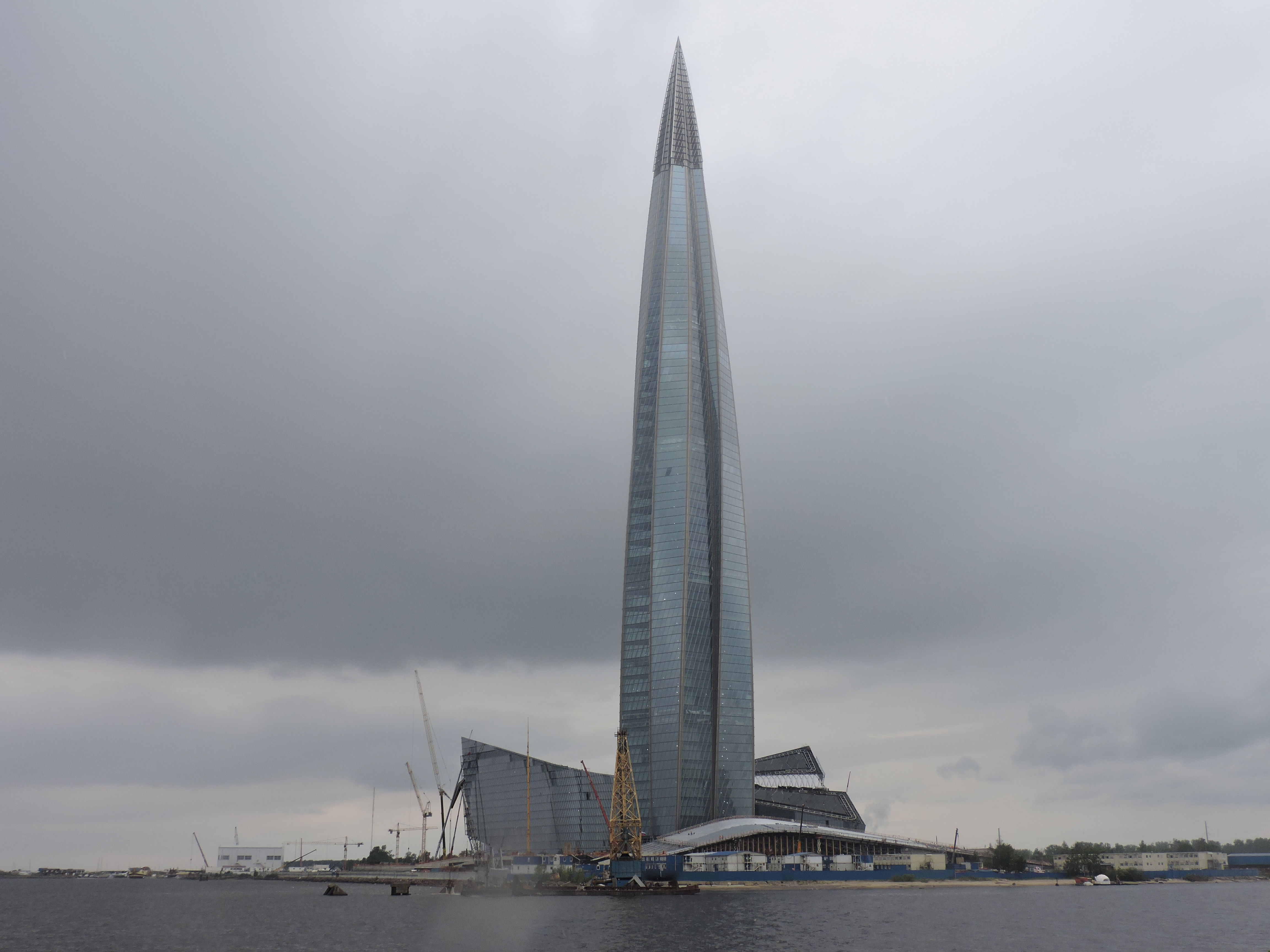
2018年6月
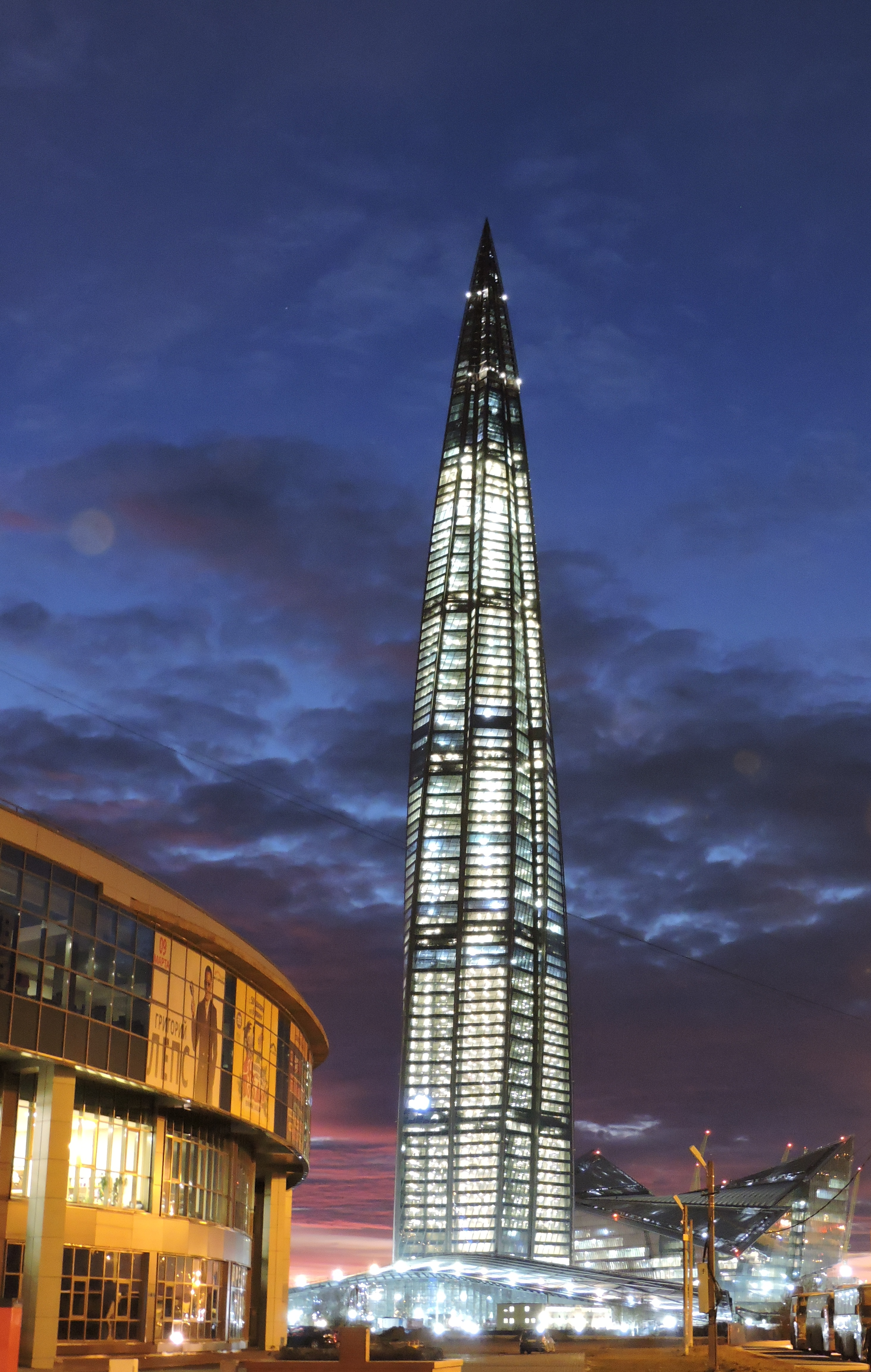
2018年11月
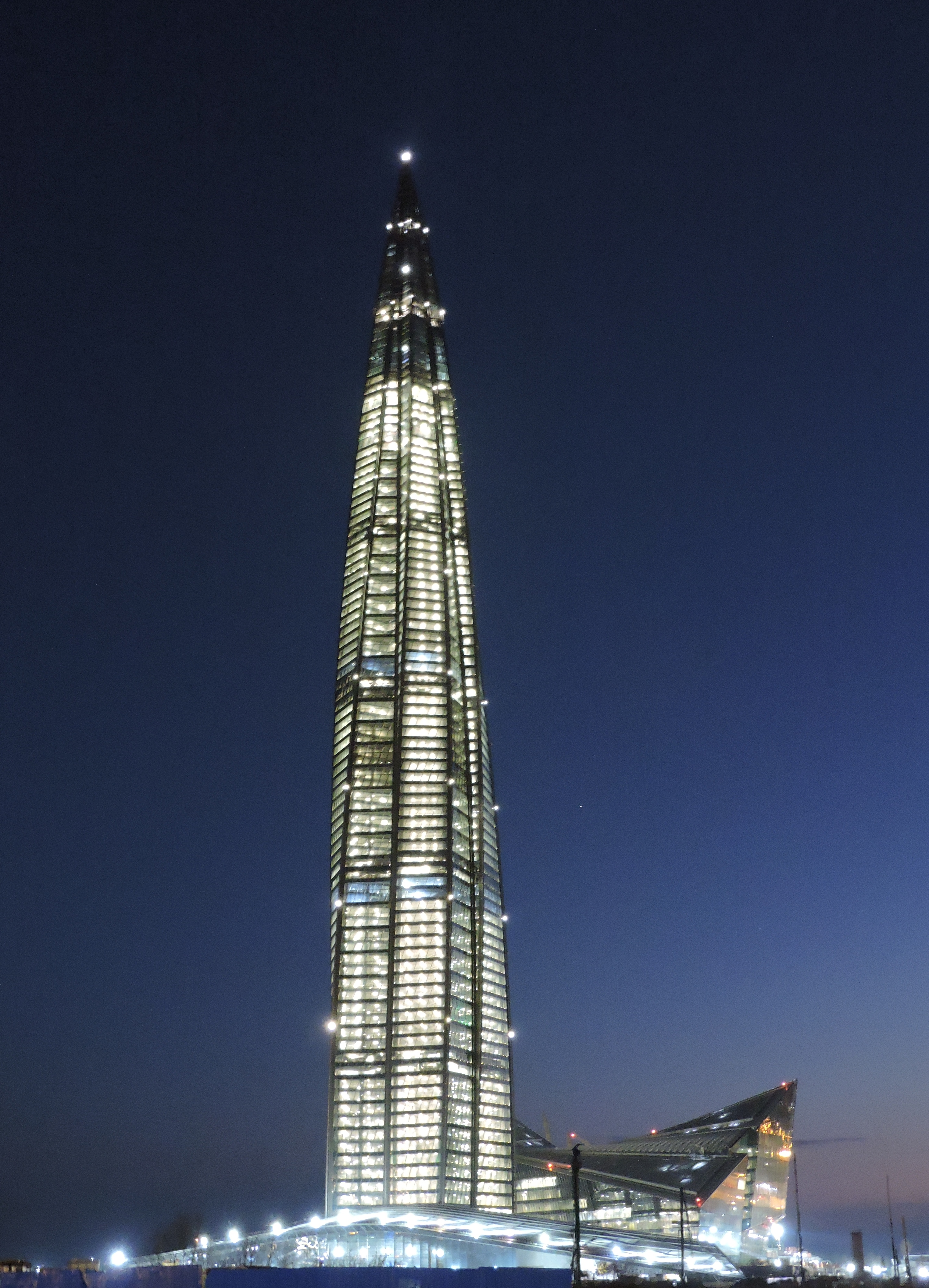
2019年4月